# Franz K. (Band)
Franz K. ist eine Band aus Witten an der Ruhr, die sich im Laufe ihrer Karriere musikalisch in den Stilrichtungen Progrock, Deutschrock, Hardrock, Pop-Rock und Discoschlager bewegten.

## Bandgeschichte
Franz K. wurde Anfang 1969 von Mick Hannes (Gitarre), Peter Josefus (Bass, Gesang) und dem Kopf der Gruppe und damaligen Philosophiestudenten Stefan Josefus (Schlagzeug) gegründet.
Zunächst spielte das Trio Blues und coverte auf hohem Niveau Blues-Rock, z. B. von Cream, Jimi Hendrix oder Ten Years After sowie Jazz/Crossover. Die junge Band war in der Ruhrregion und im Bergischen unterwegs mit einem ehemaligen Leichenwagen-Opel-Transporter aus den 1950er Jahren. Ende 1969 gab es auch Gigs, die mit lokalen Polit-Kabarett-Lesungen ihres Fahrers Manfred kombiniert wurden. Nach 1970 traten sie auch zusammen mit dem Lyriker Arnold Leifert auf.
Der Stil entwickelte sich zunehmend zum Rock/Hardrock.
1972 veröffentlichten sie ihre erste LP Sensemann und gehörten damit zu den Vorreitern des Deutschrock. Auf dieser LP befanden sich nur zwei Titel mit jeweils 20 Minuten Länge. 1973 folgte dann die weniger progressive zweite LP Rock in Deutsch. Beide Platten verkauften sich schlecht. In den nächsten Jahren veröffentlichten Franz K. mehrere Singles.
Der Durchbruch kam 1977 mit dem Album Bock auf Rock. In den Jahren 1978 bis 1983 veröffentlichte die Band sechs weitere Alben. Ab 1980 übernahm Mick Hannes gemeinsam mit Walter Gerke die Produzentenrolle bei den Flippers. Danach wurde es stiller um die Band und unter dem Produzenten Peter Orloff bewegten sie sich musikalisch in den Schlager-Bereich hinein.
1997 verstarb Peter Josefus. 2000 gab sein Bruder Stefan die letzte Aufnahme mit Peter Nachts sind deine Küsse heiß zur Veröffentlichung frei und stellte eine Sampler-CD mit Pop-Titeln aus den letzten Jahren zusammen. Bei einem Auftritt 2004 im Rahmen der Veranstaltung Rock für Tiere in der ausverkauften Zeche Bochum spielten Mick Hannes und Stefan Josefus zum ersten Mal nach langer Zeit wieder live zusammen. 2008 veröffentlichte SPV eine Doppel-CD mit den beiden LPs Bock auf Rock und Geh zum Teufel. 2009 startete Franz K. ein Comeback und ihr neues Album mit dem Namen Mehr Respekt wurde veröffentlicht. Ab den 2010er Jahren wandten sich Franz K. musikalisch dem Discoschlager zu.
Die 2010 erschienene Single Du bist die Gute ist die einzige von Steve Miller autorisierte deutsche Version seines Welthits The Joker. Franz K. trat damit bei dem Open-Air-Konzert in ihrer Heimat Witten-Annen auf.

## Diskografie

### Alben
- 1972: Sensemann
- 1973: Rock in Deutsch
- 1977: Bock auf Rock
- 1978: Geh zum Teufel
- 1979: Gewalt ist Schitt
- 1980: Trotzdem hart
- 1981: Wilder Tanz
- 1982: Franz K. Live
- 1983: Schöne Aussichten
- 1985: Ewig und 3 Tage lang
- 1986: Lang lebe Rock-Musik
- 1989: Zieh deine schwarzen Schuhe an
- 1990: Adler fliegen einsam
- 1993: Bock auf Rock – Best of (CD)
- 2000: Rebellen der Liebe (CD)
- 2000: Bock auf Rock (1977–1983) (CD)
- 2008: Bock auf Rock / Geh zum Teufel (CD)
- 2009: Mehr Respekt (CD)
- 2010: Purer Stoff (CD)
- 2012: Unsterblich (CD)
- 2013: So einfach (CD)
- 2014: Heute (CD)
- 2015: Spiel-Zeit (CD)
- 2017: Vor und zurück (CD)

### Singles
- 2009: Es wird sensationell
- 2010: Du bist die Gute / Mädchen und Frauen / Wir woll'n Bonn (wieder als Hauptstadt)
- 2011: Meine D-Mark / Wir sind vom selben Stoff / Einer von uns
- 2012: Auf dem Weg nach Hause / Du und Ich / Willst du mich heiraten / Wen, wenn nicht Dich? / Für solche Momente
- 2014: Mit Sand in den Schuhen / Das Leben ist stärker
- 2015: Ja, für immer
- 2016: ...fühlen sie tief / 5 Buchstaben / Vielleicht, Vielleicht
- 2017: Schade, wirklich schade